# Chiesa di Sant'Anna (Tinnura)
La chiesa di Sant'Anna è un edificio religioso situato a Tinnura, centro abitato della Sardegna centro-occidentale.
Consacrata al culto cattolico, è sede dell'omonima parrocchia e fa parte della diocesi di Alghero-Bosa.

## Altri progetti

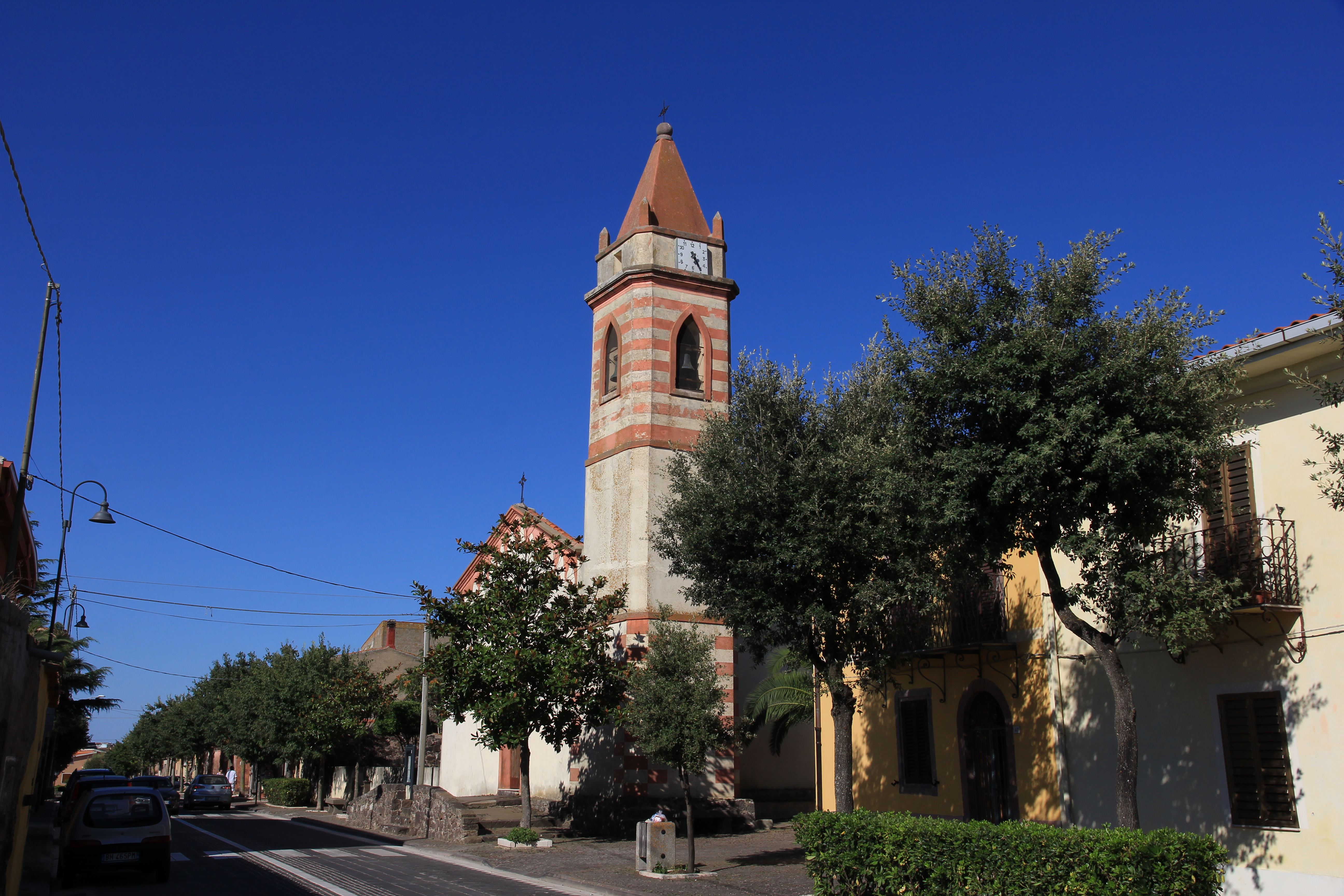